# Declaración de los Derechos Humanos en el Islam

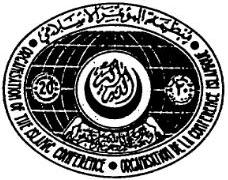
Logo decorativo de la declaración de El Cairo.

La Declaración de los Derechos Humanos en el Islam (DDHI), también conocida como Declaración de El Cairo (1990), es una declaración por parte de los Estados miembro de la Organización de la Conferencia Islámica que proporciona una visión general de la perspectiva musulmana sobre los derechos humanos y fija la Sharia como su fuente principal. La DDHI declara que su objetivo es ser una guía para los Estados miembro de la OCI en el campo de los derechos humanos. Generalmente, esta declaración se considera como  homóloga y respuesta[cita requerida] a la Declaración Universal de los Derechos Humanos redactada por Naciones Unidas en 1948.[cita requerida]

## Historia
Países predominantemente musulmanes, como Sudán, Pakistán, Irán y Arabia Saudí habían criticado frecuentemente la Declaración Universal de Derechos Humanos porque consideraban que no toma en consideración el contexto cultural y religioso de los Estados no occidentales. En 1981, Said Rajaie-Khorassani, representante del Irán posrrevolucionario ante la ONU, explicó la posición de su país ante la DUDH y afirmó que ésta era una "interpretación secular de la tradición judeocristiana" y que por tanto no podía ser puesta en práctica por los musulmanes sin infringir la ley islámica.
La DDHI fue adoptada el 5 de agosto de 1990 por 45 ministros de asuntos exteriores de la OCI para servir como guía a los Estados miembros en materia de derechos humanos.

## Contenido
La Declaración comienza por prohibir cualquier tipo de "discriminación por razón de raza, color, idioma, sexo, creencia religiosa, afiliación política, estatus social o de otras consideraciones". Proclama la santidad de la vida y declara la "preservación de la vida humana" como un "deber prescrito por la Sharia". Además, la DDHI garantiza a los "no combatientes, como ancianos, mujeres y niños", "heridos y enfermos" y "prisioneros de guerra" el derecho a ser alimentados y recibir cobijo, seguridad y tratamiento médico en tiempos de guerra.
La DDHI reconoce el derecho al matrimonio a hombres y mujeres sin distinción de raza, color o nacionalidad, aunque no de religión. Asimismo, el artículo 6 reconoce a la mujer "igual dignidad humana" y la titularidad de derechos y obligaciones; también su "personalidad civil", "garantías patrimoniales" y "el derecho de mantener su nombre y apellidos". No hace referencia a igualdad de derechos en general, aunque sí existe una prohibición de discriminación por razón de sexo. La Declaración hace responsable al hombre de la protección social y económica de la familia. Reconoce a ambos progenitores derechos sobre sus hijos y los hace responsables de su protección, antes y después del nacimiento. La Declaración también garantiza a cada familia el derecho a la intimidad. Prohíbe la demolición, confiscación y el desahucio de toda familia de su residencia. Incluso si la familia es separada por motivos de guerra es responsabilidad del Estado favorecer visitas o la reunión de la familia.
En su artículo décimo, y tras afirmar la primacía natural del islam, la Declaración prohíbe forzar a cualquier persona a "cambiar su religión a cualquier otra religión o al ateísmo", pero no reconoce el derecho individual a cambiar de religión o creencias.
La DDHI protege al individuo en caso de detención arbitraria, tortura y tratos indignos o inhumanos; en concreto se especifica que nadie será objeto de experimentos médicos o científicos y se prohíbe la toma de rehenes en toda circunstancia y con cualquier motivo o pretexto; no será posible la promulgación de leyes excepcionales en las que se faculte para realizar tales acciones. La Declaración garantiza la presunción de inocencia; sólo podrá declararse culpable a una persona tras "un juicio justo con todas las garantías necesarias para su defensa". El artículo 19 establece que no existen otros crímenes o castigos que los mencionados en la Sharia.
Se reconoce el derecho a participar, directa o indirectamente, en los asuntos públicos, así como de asumir funciones públicas, según estipulen los preceptos de la Sharia. La referencia a la ley islámica evoca el debate abierto sobre la compatibilidad entre democracia e islam.
Asimismo, la Declaración subraya el pleno derecho a la libertad y la autodeterminación, su oposición a la esclavitud, opresión, explotación y colonialismo. Se declara a favor del principio de legalidad, con igualdad y justicia universales. También garantiza a todo individuo "el derecho a participar, directa o indirectamente, en la administración de los asuntos nacionales de carácter público". Todo abuso de autoridad queda prohibido. 
En la Declaración se concede a todo individuo el derecho a expresar su opinión libremente. Se le anima a difundir aquello que es ético y justo. Al mismo tiempo, prohíbe el abuso de este derecho cuando va en contra de "los valores sagrados o la dignidad de los Profetas" o cuando se utiliza para "la trasgresión de los valores, la disolución de las costumbres, la corrupción, el mal o la convulsión de la fe".  
En los artículos 24 y 25 se concluye que todos los derechos y libertades mencionados están sujetos a la ley islámica, a la que se reconoce como única fuente del documento y de cualquier posible interpretación o aclaración. También se reserva para la "verdadera religión" el papel de garante de la dignidad humana.

## Críticas
La DDHI ha sido acusada de incumplir los estándares de los derechos humanos internacionales, al no conservar el fundamento de la libertad de culto.
El artículo 5 prohíbe imponer cualquier restricción al matrimonio, ya sea por razones de "raza, color o nacionalidad". Es notable que la religión no esté incluida en la lista, por lo que hombres y mujeres podrían verse impedidos de contraer matrimonio con base en su religión. Sin embargo, en la ley Shari'ah esto se debe a la prohibición que tienen los hombres de convertir forzosamente a sus esposas no musulmanas (por cualquier medio) al islam, mientras que no hay ninguna garantía parecida en el caso de que una mujer musulmana decidiera contraer matrimonio con un hombre no musulmán.
De igual manera, la DDHI se critica por no apoyar la igualdad de género entre hombres y mujeres; aún más, se le acusa de reafirmar la superioridad de los varones. En el artículo 6, a las mujeres se les garantiza una dignidad equivalente, pero sin igualdad en otras materias. El artículo, además, supone al marido como el responsable de mantener la familia, sin una obligación similar en el caso de las mujeres. Finalmente, no hace ninguna mención a la práctica generalizada de algunos países islámicos de tener varias esposas.
Adama Dieng, un integrante de la Comisión Internacional de Juristas, ha criticado a la DDHI argumentando que la declaración amenaza gravemente el consenso intercultural sobre el cual se basan los instrumentos internacionales de derechos humanos, lo cual conduce a una intolerable discriminación contra los no musulmanes y las mujeres. Argumenta además que la declaración revela un carácter intencionadamente restringido en lo que se refiere a derechos y libertades fundamentales, ocasionando que ciertas garantías queden incumplidas en varios países islámicos; prácticas tales como el castigo corporal podrían ser legitimadas bajo la ley islámica.